# Blood Trails

Blood Trails est un film allemand réalisé par Robert Krause, sorti en 2006.

## Synopsis
Anne, coursière à vélo, grille un feu rouge sous les yeux de Chris, un policier. Ce dernier parvient à la rattraper et séduit la jeune femme. Rongée par le remords, elle propose à son petit ami un week-end romantique en pleine montagne. Mais dès leur première balade à vélo, Chris fait son apparition et poursuit le couple. Une course mortelle commence alors…

## Fiche technique
- Titre : Blood Trails
- Réalisation : Robert Krause
- Scénario : Robert Krause et Florian Puchert
- Production : Florian Puchert et Oliver Simon
- Musique : Ben Bartlett
- Photographie : Ralf Noack
- Montage : Wolfgang Böhm et Richard Krause
- Décors : Kurt Rauscher
- Costumes : Ines Burisch et Patricia Royo
- Pays d'origine : Allemagne
- Format : Couleurs - 2,35:1 - Dolby Digital - 35 mm
- Genre : Horreur, thriller
- Durée : 87 minutes
- Date de sortie : 20 avril 2006 (festival Dead by Dawn)

## Distribution
- Rebecca R. Palmer : Anne
- Ben Price : Chris
- Tom Frederic : Michael
- J.J. Straub : garde forestier
- Kurt Rauscher : bûcheron
- Johann Daiminger : bûcheron
- Christian Heiner Wolf : policier
- Maximilian Boxrucker : policier

## Autour du film
- Le tournage s'est déroulé en Allemagne et en Autriche.
- Bien qu'allemand, le film fut tourné en anglais.

## Récompenses et distinctions
- Prix du public, lors du festival Dead by Dawn en 2006.